# Contea di Washtenaw
La contea di Washtenaw, in inglese Washtenaw County, è una contea dello Stato del Michigan, negli Stati Uniti. La popolazione al censimento del 2000 era di 322 895 abitanti. Il capoluogo di contea è Ann Arbor.